# 11月のアンクレット
「11月のアンクレット」（じゅういちがつのアンクレット）は、日本の女性アイドルグループ・AKB48の楽曲。作詞は秋元康、作曲は丸谷マナブが担当した。2017年11月22日にAKB48のメジャー50作目のシングルとしてキングレコードから発売された。楽曲のセンターポジションは渡辺麻友が務めた。

## 背景とリリース
前作『#好きなんだ』から3か月ぶりで2017年4作目のシングル。Type A、Type B、Type C、Type D、Type Eのそれぞれ通常盤と初回限定盤のほか、劇場盤の計11形態で発売された。
2017年末でのAKB48の卒業を控えた渡辺麻友が、シングル表題曲としては2014年の「希望的リフレイン」以来、3年ぶり6回目のセンターを務める。
選抜メンバーの人数は、前作から12人多い28人であり、岡部麟、小畑優奈（SKE48）、田中美久（HKT48）、瀧野由美子（STU48）の4人がAKB48のシングル表題曲としては初めての選抜入りとなった。前作のメンバーからは惣田紗莉渚（SKE48）、高柳明音（SKE48）、古畑奈和（SKE48）、本間日陽（NGT48）の4人が選抜から外れた。入山杏奈、小栗有以、柏木由紀、加藤玲奈、小嶋真子、峯岸みなみ、向井地美音、山本彩加（NMB48）、山本彩（NMB48）、兒玉遥（HKT48）、松岡はな（HKT48）、中井りか（NGT48）の12人が前々作『願いごとの持ち腐れ』以来の選抜復帰となった。
北原里英、兒玉遥、渡辺麻友にとっては、本作が最後のAKB48の選抜入りシングル表題曲となった。
楽曲のパフォーマンスの際には、山口百恵のオマージュである、曲の最後にマイクを置いて客席に背を向ける演出がある。『ミュージックステーション』（テレビ朝日）の通常放送回では、渡辺は同番組へのグループとしての出演が最後ではなかったことから、周りのメンバーにマイクを置くのを引き止められるという演出がなされた。
2017年10月8日に幕張メッセで行われた『AKB48グループ感謝祭〜ランクインコンサート〜』で初披露され、10月25日の生放送番組『CDTVスペシャル! ハロウィン音楽祭2017』（TBS）において初めてテレビで披露された。
第68回NHK紅白歌合戦の歌唱曲目投票企画において本曲が1位となり、「視聴者が選んだ夢の紅白SPメドレー」3曲のうちの1曲として歌唱された。
作曲は、渡辺がセンターポジションを務めた2014年の36thシングル表題曲「ラブラドール・レトリバー」と同じ丸谷マナブが担当している。曲のラストに卒業っぽい振り付けがあったり、シングル表題曲としては初めてソロパートをもらったり、「本当に最後のご褒美みたいな曲なので、すごく寂しいけどうれしかった」と渡辺は語る。
カップリング曲として全タイプに、渡辺の卒業ソング「サヨナラで終わるわけじゃない」が収録されている。

## アートワーク
| Type A・初回限定盤 | 柏木由紀・北原里英・指原莉乃・峯岸みなみ・渡辺麻友             |
| Type A・通常盤     | 渡辺麻友                                                       |
| Type B・初回限定盤 | 岡田奈々・小栗有以・松岡はな・横山由依・吉田朱里               |
| Type B・通常盤     | 岡田奈々・柏木由紀・加藤玲奈・宮脇咲良                         |
| Type C・初回限定盤 | 荻野由佳・小畑優奈・加藤玲奈・小嶋真子・兒玉遥・山本彩         |
| Type C・通常盤     | 荻野由佳・指原莉乃・峯岸みなみ・吉田朱里                       |
| Type D・初回限定盤 | 入山杏奈・須田亜香里・高橋朱里・中井りか・宮脇咲良・山本彩加   |
| Type D・通常盤     | 白間美瑠・須田亜香里・高橋朱里・横山由依                       |
| Type E・初回限定盤 | 岡部麟・白間美瑠・瀧野由美子・田中美久・松井珠理奈・向井地美音 |
| Type E・通常盤     | 北原里英・松井珠理奈・向井地美音・山本彩                       |
| 劇場盤             | 『11月のアンクレット』選抜メンバー28名                         |

アートワークは平野文子が手がけた。初回限定盤ジャケットでは、黒の衣装に一人ひとり色の異なるカラータイツとヒールを着用しており、アーティスト写真および劇場盤ジャケットではそのタイツの色で虹のグラデーションを表現している。通常盤ジャケットではメンバーの顔をクローズアップし、瞳に虹がかかる構図になっている。虹の表現について平野は「この先の人生に虹色のすばらしいことが待っているように」との願いを込めたとしている。

## チャート成績
2017年12月4日付のオリコン週間CDシングルランキングで初週109万5000枚を売り上げ、初登場1位となり、「シングルミリオン達成作品数」記録を31作連続、通算32作にそれぞれ更新した。2017年のオリコン年間シングルランキングでは、3位となった。

## ミュージック・ビデオ
11月のアンクレット
「11月のアンクレット」のミュージック・ビデオ (MV) は2017年9月中旬の台風が接近するなかで撮影された。渡辺の本来の姿ともいわれる天真爛漫さが発揮されており、ペンキで鮮やかな虹を描いていく。ラストシーンは、土砂降りの雨のなか先頭を走る渡辺を追いかけるようにメンバーが疾走する。MV限定でコンドルズの振付によるダンスが披露されている。監督はアートワークと同様に平野文子が担当した。
サヨナラで終わるわけじゃない
「サヨナラで終わるわけじゃない」のMVのテーマは「ゴシックホラー」で、由緒正しい洋館で撮影された。箱庭的な世界観で生きる少女が大人に成長し、外の世界に旅立つという、渡辺の境遇と重ねた内容になっている。監督は渡辺本人による指名により、高橋栄樹が担当した。
生きることに熱狂を!
2017年9月に加藤学園御殿場キャンパスにて撮影が行われた。

## メディアでの使用
11月のアンクレット
グリー『GREE AKB48 ステージファイター』「AKB48に興味のない男 VS AKB48」のCMソング。
イントロが『STU48のちりめんパーティー』（RCCラジオ）のジングルとして使用されている。

## シングル収録トラック

### Type A
初回限定盤と通常盤の2種類が存在するが、収録トラックは同一。
| #         | タイトル                                              | 作詞      | 作曲        | 編曲           | 時間  |
| --------- | ----------------------------------------------------- | --------- | ----------- | -------------- | ----- |
| 1.        | 「11月のアンクレット」                                | 秋元康    | 丸谷マナブ  | APAZZI         | 4:23  |
| 2.        | 「サヨナラで終わるわけじゃない」(渡辺麻友 卒業ソング) | 秋元康    | 岩崎哲也    | Yasutaka.Ishio | 3:59  |
| 3.        | 「思い出せてよかった」(STU48)                         | 秋元康    | Hiro Hoashi | Hiro Hoashi    | 5:09  |
| 4.        | 「11月のアンクレット（off vocal ver.）」              |           | 丸谷マナブ  | APAZZI         | 4:23  |
| 5.        | 「サヨナラで終わるわけじゃない（ off vocal ver.）」   |           | 岩崎哲也    | Yasutaka.Ishio | 3:59  |
| 6.        | 「思い出せてよかった（off vocal ver.）」              |           | Hiro Hoashi | Hiro Hoashi    | 5:08  |
| 合計時間: | 合計時間:                                             | 合計時間: | 合計時間:   | 合計時間:      | 27:03 |

| #  | タイトル                                     | 作詞 | 作曲・編曲 | 監督     |
| -- | -------------------------------------------- | ---- | ---------- | -------- |
| 1. | 「11月のアンクレット Music Video」           |      |            | 平野文子 |
| 2. | 「サヨナラで終わるわけじゃない Music Video」 |      |            | 高橋栄樹 |
| 3. | 「思い出せてよかった Music Video」           |      |            | 大野敏嗣 |

### Type B
初回限定盤と通常盤の2種類が存在するが、収録トラックは同一。
| #         | タイトル                                              | 作詞      | 作曲       | 編曲           | 時間  |
| --------- | ----------------------------------------------------- | --------- | ---------- | -------------- | ----- |
| 1.        | 「11月のアンクレット」                                | 秋元康    | 丸谷マナブ | APAZZI         | 4:23  |
| 2.        | 「サヨナラで終わるわけじゃない」(渡辺麻友 卒業ソング) | 秋元康    | 岩崎哲也   | Yasutaka.Ishio | 3:59  |
| 3.        | 「生きることに熱狂を!」(Team 8)                       | 秋元康    | HiBiKi     | HiBiKi         | 3:43  |
| 4.        | 「11月のアンクレット（off vocal ver.）」              |           | 丸谷マナブ | APAZZI         | 4:23  |
| 5.        | 「サヨナラで終わるわけじゃない（off vocal ver.）」    |           | 岩崎哲也   | Yasutaka.Ishio | 3:59  |
| 6.        | 「生きることに熱狂を!（off vocal ver.）」             |           | HiBiKi     | HiBiKi         | 3:42  |
| 合計時間: | 合計時間:                                             | 合計時間: | 合計時間:  | 合計時間:      | 24:11 |

| #  | タイトル                                     | 作詞 | 作曲・編曲 | 監督     |
| -- | -------------------------------------------- | ---- | ---------- | -------- |
| 1. | 「11月のアンクレット Music Video」           |      |            | 平野文子 |
| 2. | 「サヨナラで終わるわけじゃない Music Video」 |      |            | 高橋栄樹 |
| 3. | 「生きることに熱狂を! Music Video」          |      |            | 瀬里義治 |

### Type C
初回限定盤と通常盤の2種類が存在するが、収録トラックは同一。
| #         | タイトル                                              | 作詞      | 作曲       | 編曲           | 時間  |
| --------- | ----------------------------------------------------- | --------- | ---------- | -------------- | ----- |
| 1.        | 「11月のアンクレット」                                | 秋元康    | 丸谷マナブ | APAZZI         | 4:23  |
| 2.        | 「サヨナラで終わるわけじゃない」(渡辺麻友 卒業ソング) | 秋元康    | 岩崎哲也   | Yasutaka.Ishio | 3:59  |
| 3.        | 「微笑みの瞬間」(7秒後、君が好きになる。)             | 秋元康    | 中村泰輔   | 中村泰輔       | 4:52  |
| 4.        | 「11月のアンクレット（off vocal ver.）」              |           | 丸谷マナブ | APAZZI         | 4:23  |
| 5.        | 「サヨナラで終わるわけじゃない（off vocal ver.）」    |           | 岩崎哲也   | Yasutaka.Ishio | 3:59  |
| 6.        | 「微笑みの瞬間（off vocal ver.）」                    |           | 中村泰輔   | 中村泰輔       | 4:51  |
| 合計時間: | 合計時間:                                             | 合計時間: | 合計時間:  | 合計時間:      | 26:28 |

| #  | タイトル                                     | 作詞 | 作曲・編曲 | 監督     |
| -- | -------------------------------------------- | ---- | ---------- | -------- |
| 1. | 「11月のアンクレット Music Video」           |      |            | 平野文子 |
| 2. | 「サヨナラで終わるわけじゃない Music Video」 |      |            | 高橋栄樹 |
| 3. | 「微笑みの瞬間 Music Video」                 |      |            | 野田智雄 |

### Type D
初回限定盤と通常盤の2種類が存在するが、収録トラックは同一。
| #         | タイトル                                              | 作詞      | 作曲             | 編曲             | 時間  |
| --------- | ----------------------------------------------------- | --------- | ---------------- | ---------------- | ----- |
| 1.        | 「11月のアンクレット」                                | 秋元康    | 丸谷マナブ       | APAZZI           | 4:23  |
| 2.        | 「サヨナラで終わるわけじゃない」(渡辺麻友 卒業ソング) | 秋元康    | 岩崎哲也         | Yasutaka.Ishio   | 4:00  |
| 3.        | 「野蛮な求愛」(ダンス選抜)                            | 秋元康    | YASUSHI WATANABE | YASUSHI WATANABE | 3:54  |
| 4.        | 「11月のアンクレット（off vocal ver.）」              |           | 丸谷マナブ       | APAZZI           | 4:23  |
| 5.        | 「サヨナラで終わるわけじゃない（off vocal ver.）」    |           | 岩崎哲也         | Yasutaka.Ishio   | 4:00  |
| 6.        | 「野蛮な求愛（off vocal ver.）」                      |           | YASUSHI WATANABE | YASUSHI WATANABE | 3:53  |
| 合計時間: | 合計時間:                                             | 合計時間: | 合計時間:        | 合計時間:        | 24:34 |

| #  | タイトル                                     | 作詞 | 作曲・編曲 | 監督     |
| -- | -------------------------------------------- | ---- | ---------- | -------- |
| 1. | 「11月のアンクレット Music Video」           |      |            | 平野文子 |
| 2. | 「サヨナラで終わるわけじゃない Music Video」 |      |            | 高橋栄樹 |
| 3. | 「野蛮な求愛 Music Video」                   |      |            | 三石直和 |

### Type E
初回限定盤と通常盤の2種類が存在するが、収録トラックは同一。
| #         | タイトル                                              | 作詞      | 作曲       | 編曲           | 時間  |
| --------- | ----------------------------------------------------- | --------- | ---------- | -------------- | ----- |
| 1.        | 「11月のアンクレット」                                | 秋元康    | 丸谷マナブ | APAZZI         | 4:23  |
| 2.        | 「サヨナラで終わるわけじゃない」(渡辺麻友 卒業ソング) | 秋元康    | 岩崎哲也   | Yasutaka.Ishio | 3:59  |
| 3.        | 「法定速度と優越感」(U-17選抜)                        | 秋元康    | 横健介     | 横健介         | 5:18  |
| 4.        | 「11月のアンクレット（off vocal ver.）」              |           | 丸谷マナブ | APAZZI         | 4:23  |
| 5.        | 「サヨナラで終わるわけじゃない（off vocal ver.）」    |           | 岩崎哲也   | Yasutaka.Ishio | 3:59  |
| 6.        | 「法定速度と優越感（off vocal ver.）」                |           | 横健介     | 横健介         | 5:17  |
| 合計時間: | 合計時間:                                             | 合計時間: | 合計時間:  | 合計時間:      | 27:21 |

| #  | タイトル                                     | 作詞 | 作曲・編曲 | 監督     |
| -- | -------------------------------------------- | ---- | ---------- | -------- |
| 1. | 「11月のアンクレット Music Video」           |      |            | 平野文子 |
| 2. | 「サヨナラで終わるわけじゃない Music Video」 |      |            | 高橋栄樹 |
| 3. | 「法定速度と優越感 Music Video」             |      |            | ZUMI     |

### 劇場盤
| #         | タイトル                                              | 作詞      | 作曲                     | 編曲           | 時間  |
| --------- | ----------------------------------------------------- | --------- | ------------------------ | -------------- | ----- |
| 1.        | 「11月のアンクレット」                                | 秋元康    | 丸谷マナブ               | APAZZI         | 4:23  |
| 2.        | 「サヨナラで終わるわけじゃない」(渡辺麻友 卒業ソング) | 秋元康    | 岩崎哲也                 | Yasutaka.Ishio | 3:59  |
| 3.        | 「予想外のストーリー」(ボーカル選抜)                  | 秋元康    | SHAKEY、わたなべしゅうじ | SHAKEY         | 4:58  |
| 4.        | 「11月のアンクレット（off vocal ver.）」              |           | 丸谷マナブ               | APAZZI         | 4:23  |
| 5.        | 「サヨナラで終わるわけじゃない（off vocal ver.）」    |           | 岩崎哲也                 | Yasutaka.Ishio | 3:59  |
| 6.        | 「予想外のストーリー（off vocal ver.）」              |           | SHAKEY、わたなべしゅうじ | SHAKEY         | 4:57  |
| 合計時間: | 合計時間:                                             | 合計時間: | 合計時間:                | 合計時間:      | 26:41 |

## 選抜メンバー
☆はメディア選抜。
- 入山杏奈
- 岡田奈々☆ [注釈 3]
- 岡部麟
- 荻野由佳☆ [注釈 4]
- 小栗有以
- 小畑優奈 [注釈 5]
- 柏木由紀☆ [注釈 6]
- 加藤玲奈☆
- 北原里英☆ [注釈 4]
- 小嶋真子
- 兒玉遥 [注釈 7]
- 指原莉乃☆ [注釈 8]
- 白間美瑠☆ [注釈 9]
- 須田亜香里☆ [注釈 5]
- 高橋朱里☆
- 瀧野由美子 [注釈 10]
- 田中美久 [注釈 11]
- 中井りか [注釈 4]
- 松井珠理奈☆ [注釈 5]
- 松岡はな [注釈 11]
- 峯岸みなみ☆
- 宮脇咲良☆ [注釈 7]
- 向井地美音☆
- 山本彩加 [注釈 12]
- 山本彩☆ [注釈 12]
- 横山由依☆
- 吉田朱里☆ [注釈 12]
- 渡辺麻友☆